# Ghennadi Komnatov
Ghennadi Komnatov (n. 18 septembrie 1949, Omsk, RSFS Rusă, URSS – d. 1 aprilie 1979, Omsk, RSFS Rusă, URSS) a fost un ciclist rus, medaliat olimpic. A participat la o ediție a Jocurilor Olimpice (1972) în care a câștigat o medalie de aur.

## Participări
Lista de mai jos prezintă principalele competiții la care a participat Ghennadi Komnatov de-a lungul carierei.
- Olympische Sommerspiele 1972/Radsport – Mannschaftszeitfahren Straße (Männer)[*]